# Olympische Jugend-Winterspiele 2020/Teilnehmer (Kirgisistan)
| Gelbes Symbol für Goldmedaillen mit stilisierten Olympischen Ringen | Graues Symbol für Silbermedaillen mit stilisierten Olympischen Ringen | Braundes Symbol für Bronzemedaillen mit stilisierten Olympischen Ringen |
| ------------------------------------------------------------------- | --------------------------------------------------------------------- | ----------------------------------------------------------------------- |
| —                                                                   | —                                                                     | —                                                                       |

Kirgisistan nahm an den Olympischen Jugend-Winterspielen 2020 in Lausanne mit zwei Athleten (ein Junge und ein Mädchen) in zwei Sportarten teil.

## Teilnehmer nach Sportarten

### Biathlon
| Athleten        | Wettbewerbe  | Zeit        | Fehler  | Rang |
| --------------- | ------------ | ----------- | ------- | ---- |
| Mädchen         |              |             |         |      |
| Jelena Bondarez | 6 km Sprint  | 26:00,4 min | 6 (4+2) | 88   |
| Jelena Bondarez | 10 km Einzel | DSQ         | DSQ     | DSQ  |

### Skilanglauf
| Athleten          | Wettbewerbe     | Qualifikation | Qualifikation | Viertelfinale | Viertelfinale | Halbfinale    | Halbfinale    | Finale        | Finale        | Rang |
| Athleten          | Wettbewerbe     | Zeit          | Rang          | Zeit          | Rang          | Zeit          | Rang          | Zeit          | Rang          | Rang |
| ----------------- | --------------- | ------------- | ------------- | ------------- | ------------- | ------------- | ------------- | ------------- | ------------- | ---- |
| Jungen            |                 |               |               |               |               |               |               |               |               |      |
| Islam Turganbajew | 10 km klassisch | –             | –             | –             | –             | –             | –             | 42:00,1 min   | 78            | 78   |
| Islam Turganbajew | Sprint Freistil | 4:46,69 min   | 85            | ausgeschieden | ausgeschieden | ausgeschieden | ausgeschieden | ausgeschieden | ausgeschieden | 85   |
| Islam Turganbajew | Langlauf-Cross  | 6:03,30 min   | 81            | ausgeschieden | ausgeschieden | ausgeschieden | ausgeschieden | ausgeschieden | ausgeschieden | 81   |
| Mädchen           |                 |               |               |               |               |               |               |               |               |      |
| Jelena Bondarez   | 5 km klassisch  | –             | –             | –             | –             | –             | –             | 24:40,4 min   | 76            | 76   |
| Jelena Bondarez   | Sprint Freistil | 3:42,37 min   | 77            | ausgeschieden | ausgeschieden | ausgeschieden | ausgeschieden | ausgeschieden | ausgeschieden | 77   |